# الکس یانگ (بازیکن بسکتبال)
الکس یانگ (انگلیسی: Alex Young؛ زادهٔ ۱۷ اکتبر ۱۹۸۹) بازیکن بسکتبال اهل ایالات متحده آمریکا است.